# Ferdinand von Augustin
Ferdinand Vincenz von Augustin (* November 1807 in Wiener Neustadt; † Juni 1861 in Baden bei Wien) war ein österreichischer Feldmarschallleutnant und Reiseschriftsteller, sein Pseudonym war Friedrich Aarau.

## Leben

### Familie
Ferdinand von Augustin war der älteste Sohn des Feldzeugmeisters Vincenz von Augustin und dessen erster Ehefrau Therese (geb. von Haller) (1784–1840); er hatte noch sechs leibliche und drei Halbgeschwister.
Er war seit 1835 mit der Malerin und Schriftstellerin Marie (geb. von Regelsberg) verheiratet.
Ferdinand von Augustin verstarb während einer Kurmaßnahme in Baden bei Wien.

### Werdegang
Ferdinand von Augustin erhielt seine militärische Ausbildung in der Wiener-Neustädter Militärakademie (siehe Theresianische Militärakademie), die er 1823 verließ, um im Bombardier-Corps (Artillerie) den mathematischen und den Artilleriekurs zu hören.
Am 25. September 1825 wurde er zum Unterleutnant im 7. Grenz-Infanterieregiment und kam 1826 zum Czaikistenbataillon. 1827 wurde er zum 19. Linien-Infanterieregiment Prinz Hessen-Homburg versetzt und verrichtete dort überwiegend Adjutantendienste.
Er wurde am 28. Juli 1828 im Infanterieregiment Erzherzog Ludwig Nr. 8 zum Oberleutnant befördert und 1830 in einer Gesandtschaft an den Sultan Mulai Abd ar-Rahman nach Marokko gesandt; die Zeit während der Reise, die er auf der Fregatte Medea durchführte, nutzte er, um viele Skizzen von den besuchten Gegenden Afrikas zu erstellen.
Am 1. Juli 1832 wurde er zum Kapitänlieutnant und am 20. März 1834 zum Hauptmann befördert.
1842 erfolgte seine Beförderung zum Major im Infanterie-Regiment Baron Hess Nr. 49, mit dem er nach Italien marschierte und in Görz (siehe Gorizia) stationiert wurde. Bei Ausbruch der Revolution (siehe Italienische Unabhängigkeitskriege) im Jahr 1848 wurde er durch den Korpskommandanten, Feldzeugmeister Graf Laval Nugent von Westmeath, zur Unterdrückung der Unruhen gegen die Aufständischen sowie als Vorposten bei Cormòns  eingesetzt. Nachdem er nach Triest beordert worden war, das durch die piemontesisch-venetianische Flotte bedroht wurde, erhielt er vom Feldmarschallleutnant Graf Gyulay die Aufgabe, die abwechselnde Verteidigung der linken sowie der rechten Hafenbatterien zu übernehmen. Im Herbst 1848 erhielt die Führung von 7 Kompanien und einer Batterie zur Verteidigung der Küste von Capo d’Istria (siehe Koper) bis Parenzo (siehe Poreč).
Am 29. Dezember 1848 wurde er Oberstleutnant und Regiments-Kommandeur im 22. Linien-Infanterieregimente Prinz Leopold von Sizilien; er übernahm unverzüglich die Organisation der neu zu errichtenden Bataillone des Regiments von Zara (siehe Zadar) aus. In Zara erfolgte am 26. Mai 1849 seine Beförderung zum Oberst. Das Regiment wurde im Frühjahr 1850 nach Fünfkirchen (siehe Pécs), im Herbst 1850 nach Pressburg (siehe Bratislava) verlegt und im Herbst 1851 nach Komorn disloziert.
Am 29. März 1852 wurde er zum Generalmajor befördert und war darauf Brigadier bei der Grenz-Brigade in Pancsova (siehe Pančevo) beim serbisch-banatischen Armeekorps; während seiner dortigen Dienstzeit schlug er einige wichtige Änderungen im Grenzsystem vor. Im Juli 1854 wurde die Brigade zur Überwachung des Oituz-Passes nach Szekler Neumarkt (siehe Târgu Secuiesc) in Siebenbürgen verlegt. Im September 1854 erhielt er den Auftrag, mit einer fliegenden Kolonne den Tömös-Pass zu überschreiten und die Ortschaften Brăila und Gallacz (siehe Galați) zu besetzen; in Gallacz richtete er den Sitz seines Kommandos ein. Nach Ankunft von Sadyk Pascha (siehe Michał Czajkowski) von dem türkischen Armeekorps des Muschir (Marschall) Achmed Pascha übergab er Brăila an diesen; durch seinen Sitz in Gallacz befand er sich zwischen den beiden kriegführenden Armeen Russlands und der Türkei (siehe Russisch-Türkische Kriege). Nachdem sich im Februar 1855 die Türken nach Giurgevo zurückgezogen hatten, besetzte er Brăila wieder, bis er im Juli 1855 zu seiner Brigade nach Pancsova zurückkehrte.
Auf seine Bitte erhielt er im April 1857 die Führung einer Linienbrigade im 2. Armeekorps in Tarnow.
Im Jahr 1859 wurde er, anlässlich des Krieges mit Piemont (siehe Sardinischer Krieg) und dessen Verbündeten, dem französischen Kaiser Napoléon III., nach Italien in das 9. Armeekorps in der Division des Feldmarschallleutnants Freiherr Heinrich von Handel (1807–1887) nach Portogruaro berufen und mit der Besetzung der Nordküste des Adriatischen Meeres beauftragt; am 20. Mai 1859 übergab er sein Kommando an Generalmajor Friedrich Ahsbas von der Lanze und verlegte mit seiner Brigade aus Tarnow nach Cammerlate (siehe Camerlata) bei Como; dort wurde er dem Feldmarschallleutnant Karl von Urban unterstellt. Bei einem Gefecht mit den Truppen von Giuseppe Garibaldi wurde er am 28. Mai 1859 in Como durch eine Schussverletzung am Fuß verwundet, behielt jedoch die Führung seiner Einheit während dieser Kämpfe.
Am 27. Mai 1859 wurde er zum Feldmarschallleutnant ernannt, erhielt diese Beförderung aber erst Anfang Juni 1859. Er wurde darauf zum 15. Armeekorps versetzt und erfuhr bei der Reise über Triest von dem Frieden von Villafranca und dass das 15. Armeekorps aufgelöst werde, deswegen wurde er zum Festungskommandanten von Zara ernannt.
Am 8. April 1861 erfolgte seine Pensionierung.

### Schriftstellerisches Wirken
Ferdinand von Augustin dokumentierte seine Reisen in verschiedenen Schriften, die er mit selbst erstellten Skizzen illustrierte; er veröffentlichte seine Schriften auch teilweise unter dem Pseudonym Friedrich Aarau.

#### Illustrationen ausReise nach Malta und in das südliche Spanien im Jahre 1830

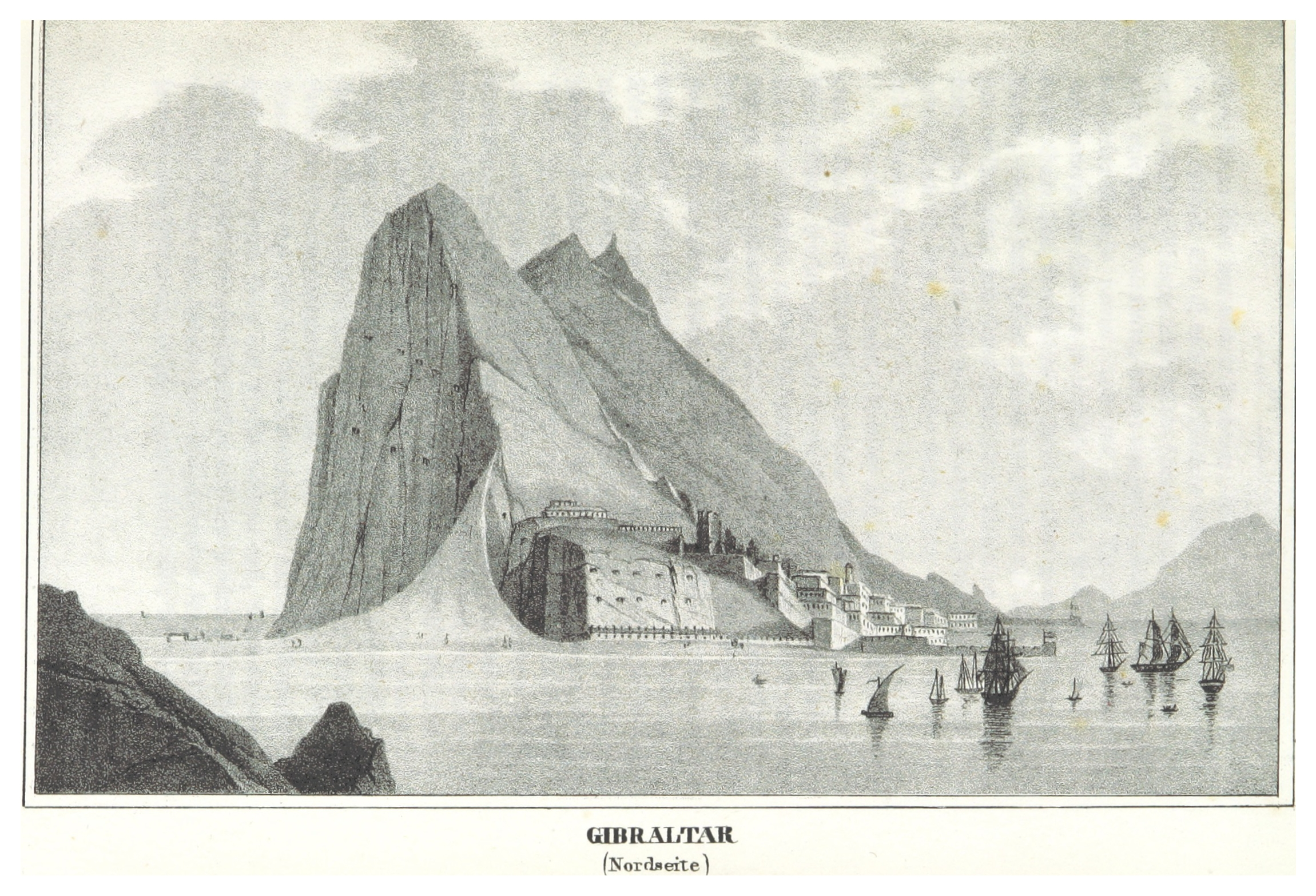
Gibraltar (Nordseite)
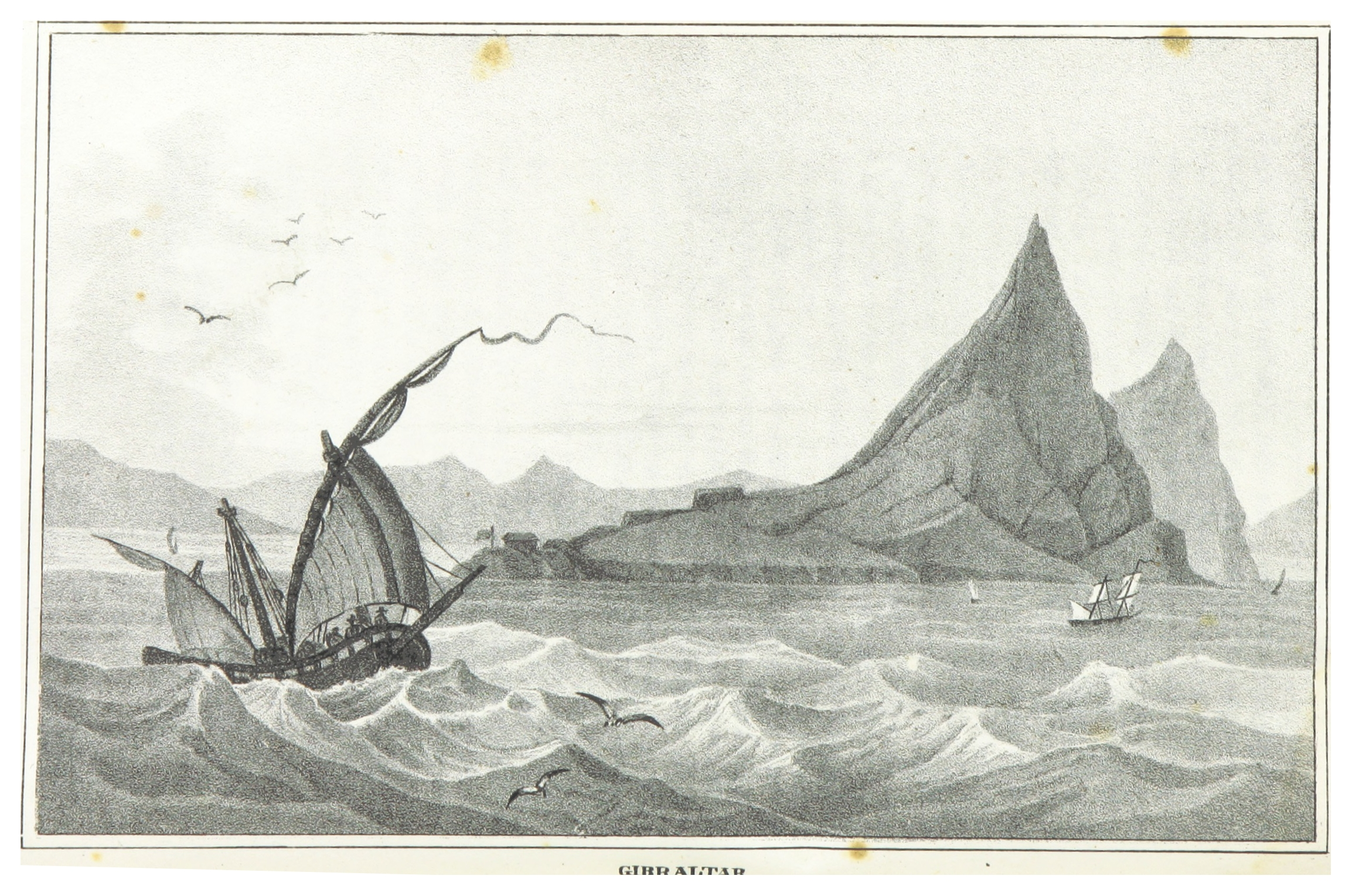
Gibraltar (von See)
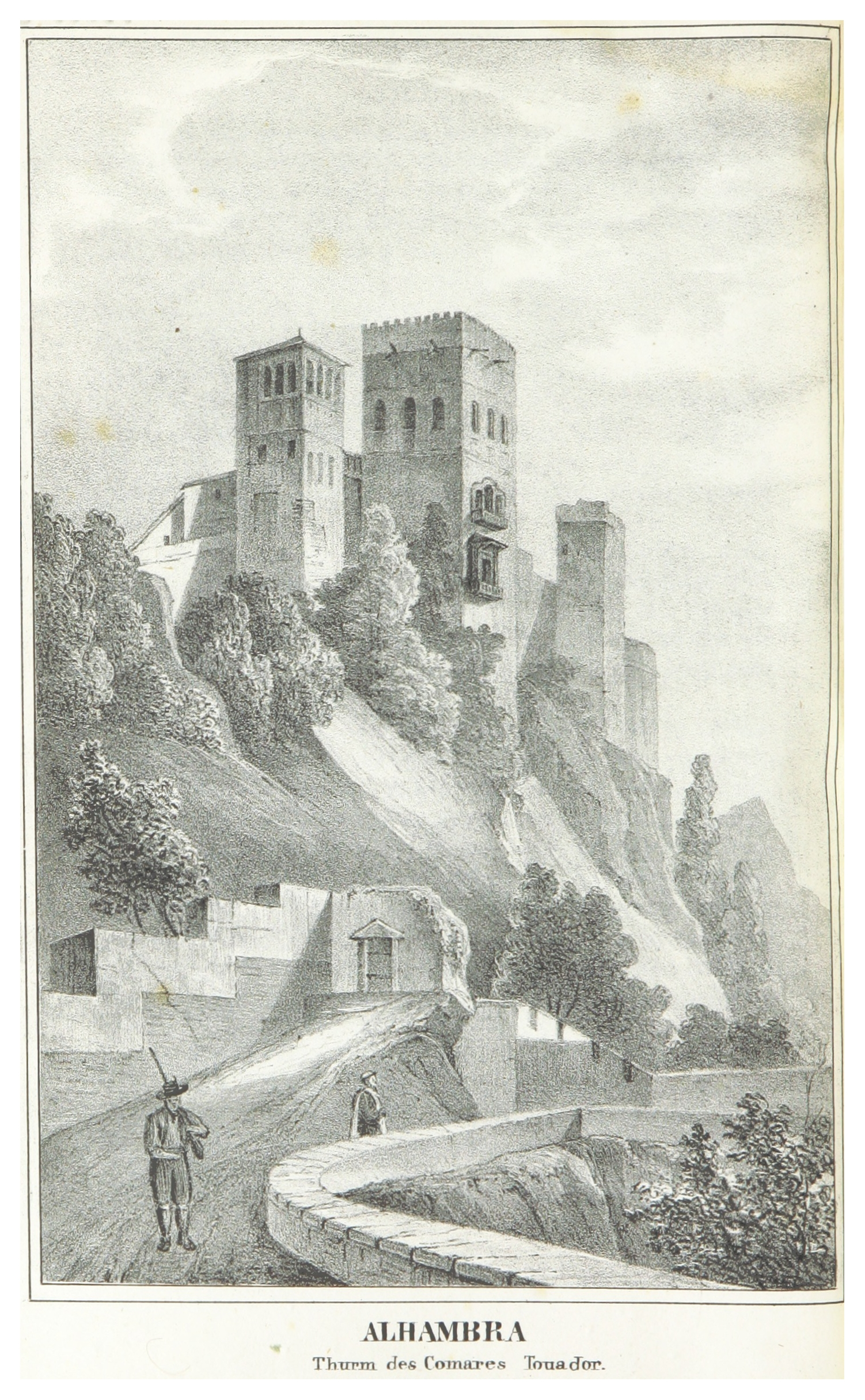
Alhambra
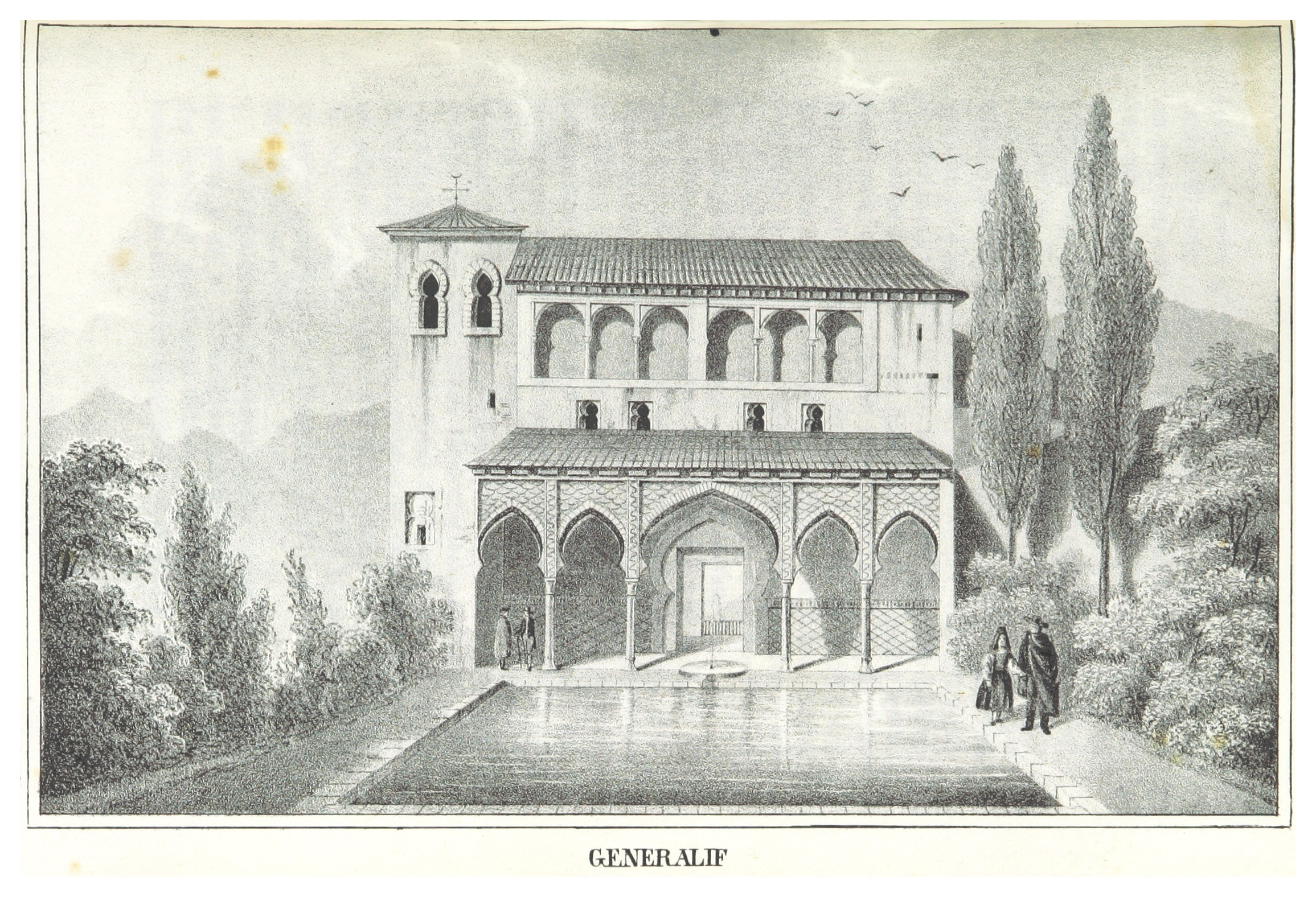
Generalif
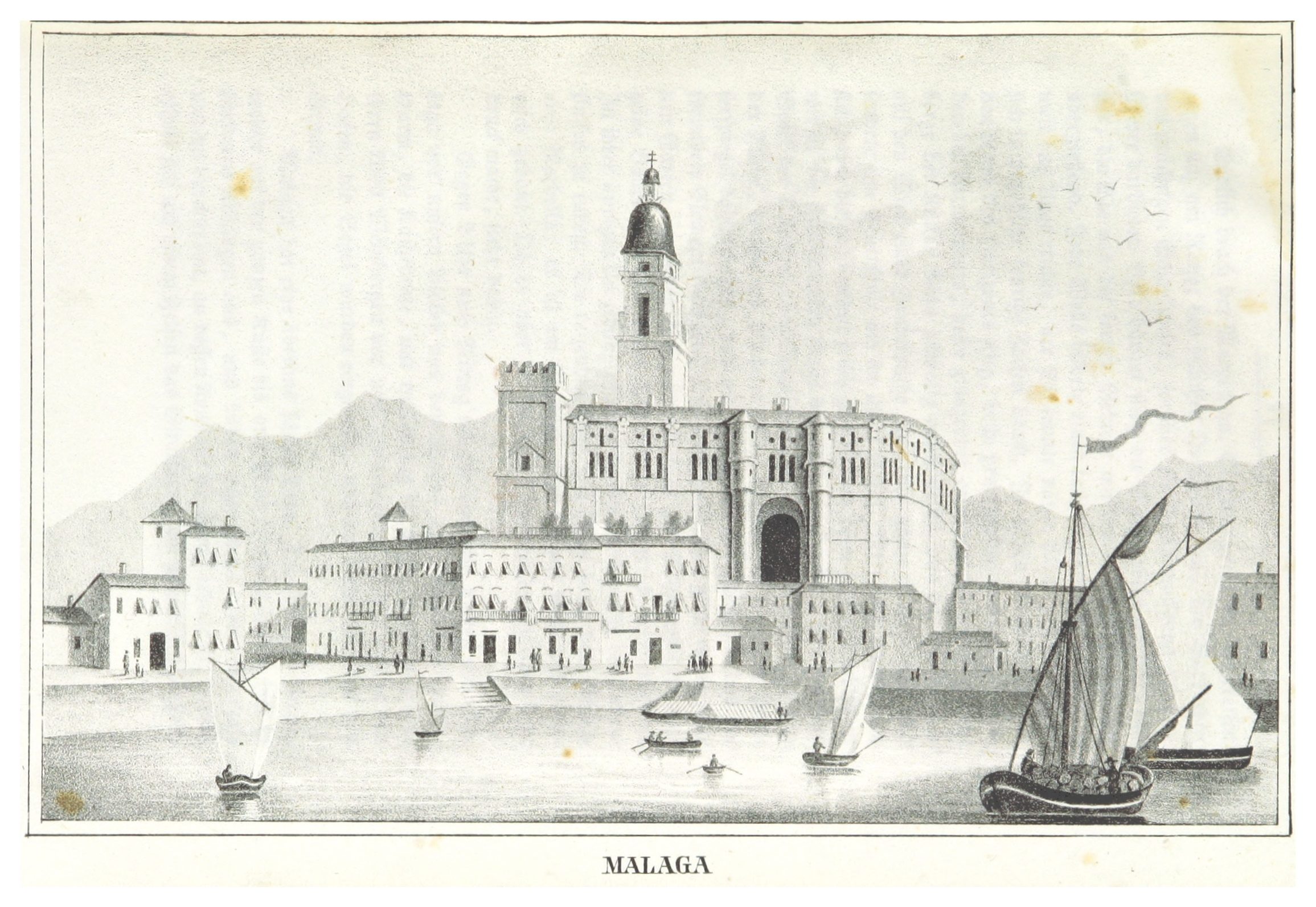
Malaga

## Orden und Ehrenauszeichnungen
Ferdinand von Augustin erhielt den türkischen Mecidiye-Orden 3. Klasse und das Groß-Komturkreuz des königlich-griechischen Erlöser-Ordens.
Er wurde 1857 zum Ehrenbürger von Pancsova ernannt.

## Schriften (Auswahl)
- Erinnerungen aus Marokko, gesammelt auf einer Reise im Jahre 1830. Wien, 1830 (Digitalisat).
- Reise nach Malta und in das südliche Spanien im Jahre 1830. Wien, 1839 (Digitalisat).
- Der Gamskahr-Kogel in der Gastein. Nebst einem Panorama von seiner Spitze aufgenommen und beschrieben. Wien, 1840 (Digitalisat).
- Streifzüge durch die norischen Alpen. Wien, 1840 (Digitalisat).
- Das Pinzgau. Pest, 1844 (Digitalisat).
- Marokko in seinen geographischen, historischen, religiösen, politischen, militärischen und gesellschaftlichen Zuständen. Nach eigener Anschauung geschildert. Mit Muley Abderrhamans Bildniss, der Ansicht von Tanger und Mequinez. Pest, 1845 (Digitalisat).
- Emmerberg. Wien, 1847.
  - 1. Band (Digitalisat).
  - 2. Band (Digitalisat).